# 萨维尼 (孚日省)
萨维尼（法語：Savigny，法語發音：[saviɲi] ⓘ）是法国大東部大區孚日省的一个市镇，属于埃皮纳勒区。

## 地理
萨维尼（48°21'15"N, 6°13'9"E）面积6.17 平方千米，位于法国大東部大區孚日省，该省份为法国东北部内陆省份，北起默兹省和默尔特-摩泽尔省，西接上马恩省，南至上索恩省和贝尔福地区省，东临上莱茵省和下莱茵省。
与萨维尼接壤的市镇（或旧市镇、城区）包括：阿夫兰维尔、布克叙吕勒、弗洛雷蒙、日尔库尔-莱维耶维尔、吕涅、克萨龙瓦勒。

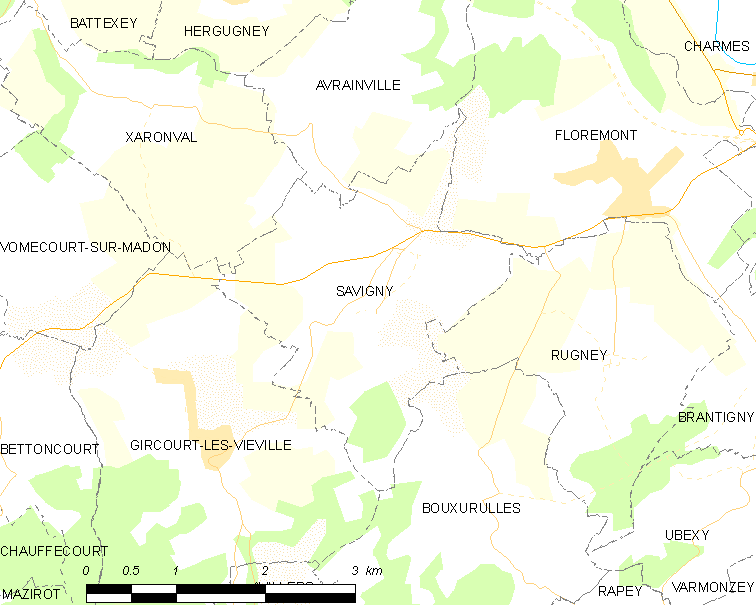
的OSM定位图

萨维尼的时区为UTC+01:00、UTC+02:00（夏令时）。

## 行政
萨维尼的邮政编码为88130，INSEE市镇编码为88449。

## 政治
萨维尼所属的省级选区为沙尔姆县。

## 人口

1962-2008年间人口变化图示

萨维尼于2022年1月1日时的人口数量为203人。